# (25232) Schatz
(25232) Schatz est un astéroïde de la ceinture principale.

## Description
(25232) Schatz est un astéroïde de la ceinture principale. Il fut découvert le 14 octobre 1998 à la station Anderson Mesa par le programme de relevé astronomique LONEOS. Il présente une orbite caractérisée par un demi-grand axe de 2,89 UA, une excentricité de 0,07 et une inclinaison de 3,2° par rapport à l'écliptique.